# بیور کریک (آلاباما)
بیور کریک، آلاباما (به انگلیسی: Beaver Creek) یک محدوده ثبت‌نشده در ایالات متحده آمریکا است که در شهرستان مرنگو، آلاباما واقع شده‌است. بیور کریک ۵۷٫۹۱ متر بالاتر از سطح دریا واقع شده‌است.